# Liste der Naturdenkmäler in Kastelbell-Tschars
Die Liste der Naturdenkmäler in Kastelbell-Tschars (italienisch Castelbello-Ciardes) enthält die fünf als Naturdenkmal ausgewiesenen Objekte auf dem Gebiet der Gemeinde Kastelbell-Tschars in Südtirol.
Basis ist das im Internet einsehbare offizielle Verzeichnis der Naturdenkmäler in Südtirol (Stand: 23. Januar 2015). Dabei kann es sich um botanische, geologische oder hydrologische Naturdenkmäler handeln. Die Reihenfolge in dieser Liste orientiert sich an der ID, alternativ ist sie auch nach dem Namen sortierbar.

## Liste
| Foto |                 | Name                         | Standort                     | Beschreibung                                                                            |
| ---- | --------------- | ---------------------------- | ---------------------------- | --------------------------------------------------------------------------------------- |
| BW   | Datei hochladen | Kofelraster Seen ID: 032_G01 | 46° 34′ 46″ N, 10° 56′ 14″ O | Hydrologisches Naturdenkmal: Seen die Koordinaten beziehen sich auf den nördlichen See. |
| BW   | Datei hochladen | Zirmtalseen ID: 032_G02      | 46° 35′ 39″ N, 10° 57′ 35″ O | Hydrologisches Naturdenkmal: Seen                                                       |
| BW   | Datei hochladen | 1 Weinrebe ID: 032_G03       | 46° 38′ 17″ N, 10° 56′ 15″ O | Botanisches Naturdenkmal: Weinrebe am Bachguterhof                                      |
| BW   | Datei hochladen | Kanzelknott ID: 032_G04      | 46° 38′ 3″ N, 10° 54′ 0″ O   | Geologisches Naturdenkmal: Geomorphologisches Objekt                                    |
| BW   | Datei hochladen | Klumperplatte ID: 032_G05    | 46° 37′ 44″ N, 10° 53′ 19″ O | Geologisches Naturdenkmal: Geomorphologisches Objekt                                    |

| Foto: | Fotografie des Naturdenkmals. Klicken des Fotos erzeugt eine vergrößerte Ansicht. Daneben finden sich zwei Symbole: |
| ID    | Identifikator bei der Abteilung Natur, Landschaft und Raumentwicklung der Südtiroler Landesverwaltung               |